# Riserva naturale Lago Falciano
La riserva naturale Lago di Falciano è un'area naturale protetta situata nei comuni di Falciano del Massico e Mondragone, in provincia di Caserta. La riserva occupa una superficie di 90 ettari e comprende la zona umida del lago di Falciano.

## Storia
Il lago di Falciano è di origine vulcanica ed è posto alle pendici del Monte Massico.
L'attuale assetto idrografico del bacino risale alle bonifiche iniziate dal governo Borbonico nel 1839. Ulteriori lavori di bonifica risalgono al secondo dopoguerra.
Nel 1970 il Consorzio di Bonifica al fine di garantire un maggiore ricambio idrico al lago, effettuò una serie di lavori tra cui il dragaggio del lago, per liberare le sorgenti naturali dai depositi sabbiosi, e i dirottamento di due canali nel lago. Questi lavori si rivelarono purtroppo deleteri per l'ecosistema del lago. Le forti ricariche di materiale sabbioso sulle sponde, ma soprattutto l'eutrofizzazione del lago causata dall'inquinamento idrico dei due immissari hanno alterato l'equilibrio ecologico del lago impoverendo l'acqua di ossigeno e riducendo la biodiversità.
Per porre rimedio a questi danni, nel 1988 vengono realizzati degli studi per alleggerire il lago dall'eccessivo carico idraulico. Agli inizi degli anni '90 iniziano i lavori: l'amministrazione comunale di Falciano del Massico costruisce il depuratore delle acque del Canale Lago e successivamente la Regione Campania realizza una vasca di colma al fine di salvaguardare dall'interramento le sorgenti poste sul fondale lacustre.
Visto il patrimonio faunistico, floreale ed archeologico dell'area, nel 1993 la Regione Campania istituisce la Riserva Naturale Lago di Falciano.
Il recupero del lago viene realizzato con il ripristino sostanziale dell'assetto idrografico precedente ai lavori degli anni '70.

## Flora e fauna
Il lago ospita un ricco ecosistema ed è caratterizzato da una folta vegetazione costituita prevalentemente da cannuccia di palude, tifa, coltellaccio e falasco.
Attorno al lago sono presenti boschetti di salice bianco, ontano nero e pioppo.
Nella zona sono state censite 88 specie di volatili tra stanziali, migratori e svernanti.